# Olimpijskie pojedynki na pistolety

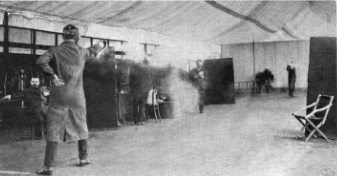
Pojedynek na pistolety załadowane woskowymi kulami, na igrzyskach olimpijskich w Londynie (1908)

Olimpijskie pojedynki na pistolety – pojedynki na pistolety były dyscyplinami pokazowymi na Olimpiadzie Letniej 1906 w Atenach i na Letnich Igrzyskach Olimpijskich 1908 w Londynie.

## Historia
W 1906 roku na Olimpiadzie Letniej zawodnicy strzelali z pistoletów pojedynkowych do gipsowych manekinów z odległości 20 i 30 metrów. W 1908 roku na Letnich Igrzyskach Olimpijskich pojedynki na pistolety zademonstrowano w ramach odbywającej się równolegle francusko-brytyjskiej wystawy, na olimpijskiej arenie szermierczej i na oczach zaproszonych gości. W zawodach wzięło udział dwóch zawodników strzelających do siebie z pistoletów pojedynkowych załadowanych woskowymi kulami i noszących sprzęt ochronny na tułów, twarz i ręce. Drużyny zostały wysłane przez państwa, w tym Francję, Wielką Brytanię i Stany Zjednoczone; rywalizację na 20 metrów wygrali Francuzi.

## Olimpiada Letnia 1906
| Konkurencja                       | Złoto                  | Srebro                 | Brąz             |
| Pojedynek na pistolety, 20 metrów | Léon Moreaux           | Cesare Liverziani      | Maurice Lecoq    |
| Pojedynek na pistolety, 30 metrów | Konstandinos Skarlatos | Johan Hübner von Holst | Vilhelm Carlberg |